# Radical 89
Le radical 89, qui signifie diagrammes pour la divination, est un des 35 des 214 radicaux chinois répertoriés dans le dictionnaire de Kangxi composés de quatre traits.
Le caractère Unicode de 爻 est 723B.

## Caractères avec le radical 89
| nombre de traits          | caractères |
| ------------------------- | ---------- |
| Sans trait supplémentaire | 爿 丬      |
| 4 traits supplémentaires  | 牀         |
| 5 traits supplémentaires  | 牁         |
| 6 traits supplémentaires  | 牂         |
| 9 traits supplémentaires  | 牃         |
| 10 traits supplémentaires | 牄         |
| 11 traits supplémentaires | 牅         |
| 13 traits supplémentaires | 牆         |